# Ceropegia albisepta
Ceropegia albisepta ist eine Pflanzenart aus der Unterfamilie der Seidenpflanzengewächse (Asclepiadoideae). Die Art in der heutigen Fassung ist sehr variabel; das Verbreitungsgebiet erstreckt sich von Madagaskar, über Ostafrika bis Zaire.

## Merkmale

### Vegetative Merkmale
Ceropegia albisepta ist eine ausdauernde, windend wachsende Pflanze mit bis zu 6 m langen Trieben und faserigen Wurzeln. Die Triebe sind sukkulent und messen im Querschnitt 4 bis 7 mm, an der Basis auch noch darüber. Sie sind grün bis blaugrün, die Oberfläche ist glatt oder auch warzig-uneben. Die Blätter sind gestielt, die Blattstiele zwischen 5 und 15 mm lang. Die mehr oder weniger sukkulenten Blattspreiten sind linealisch bis eiförmig, 1 bis 8 cm lang und 1 bis 6 cm breit. Sie sind am äußeren Ende stumpf bis spitz, z. T. auch verjüngt-zugespitzt. Sie sind nur kurzlebig und frisch hellgrün und glänzend.

### Blütenstand und Blüten
Der Blütenstand ist vielblütig, jedoch ist meist nur eine Blüte geöffnet. Der fleischige Blütenstandsstiel wird ein bis zehn, selten auch bis 15 Zentimeter lang. Die zwittrigen zygomorphen Blüten sind fünfzählig und mit einer doppelten Blütenhülle versehen. Die Blütenstiele sind 0,5 bis 3 cm lang. Die Kelchblätter sind schmal-lanzettlich geformt, und 0,5 bis 1 cm lang. Die außen kahle Blütenkrone ist 3,5 bis 6 cm hoch. Die (Grund-)Farbe (innen und außen) variiert von weißlich-grün, grünlich bis gelblich; darauf sind unregelmäßig rotbraune Punkte oder Flecken verteilt. Der kugelig bis zylindrische Kronkessel ist 9 bis 13 Millimeter lang und hat einen Durchmesser von 7 bis 11 Millimetern. Er geht am oberen Ende konisch oder auch ziemlich abrupt in die schmale Kronröhre über, die einen Durchmesser von nur 3 bis 5 mm hat. Bei manchen Blüten ist die Kronröhre sogar etwas in den Kronkessel eingesenkt und bildet eine mehr oder weniger tiefe um die Kronröhre herum laufende Furche. Zum oberen Ende der Blütenkrone hin erweitert sie sich stark trichterartig auf 14 bis 20 mm im Querschnitt. Der Trichter ist innen spärlich behaart. Die dreieckigen Kronblattzipfel sind 10 bis 30 mm lang, zum Ende hin stumpf bis linealisch ausgezogen und mehr oder weniger intensiv miteinander verbunden. Die Lamina der Zipfel sind entlang der Mittelrippe nach außen umgebogen und bilden somit innen einen breiten Kiel. Die nun nach außen weisenden Innenseiten sind weißlich bis grünlich und manchmal grün oder rotbraun genetzt. Die kahlen oder auch behaarten Enden der Zipfel sind meist purpurn, grün, braun oder gelb gefärbt. An den Rändern sitzen weiße oder purpurne Härchen, z. T. mit purpurnen Keulen. Die grünliche, sehr variabel behaarte Nebenkrone ist nur kurz gestielt oder auch fast sitzend; der Durchmesser beträgt 4 bis 5 mm. Die Basis ist schalenförmig verwachsen. Die aufsteigenden, interstaminalen Nebenkronzipfel laufen am oberen Ende mittig in linealische Fortsätze aus. Sie sind 2 mm lang und an den Enden verbunden. Die staminalen Nebenkronzipfel sind 2 bis 3 mm lang, linealisch bis spatelig geformt, stehen aufrecht und neigen sind über dem Griffelkopf zusammen. Das Pollinium ist eiförmig und hat Abmessungen von 0,4 × 0,28 mm.

### Früchte und Samen
Die paarigen Balgfrüchte stehen fast parallel oder bilden nur einen kleinen spitzen Winkel. Sie sind 10 bis 24 cm lang bei einem Durchmesser von 4 bis 8 mm. Die sind blaugrün gefärbt und außen glatt. Die Samen messen 10 bis 15 mm in der Länge und 2 bis 4 mm in der Breite und besitzen einen 2,5 bis 5,5 cm langen Haarschopf.

## Geographische Verbreitung und Ökologie
Die Art wurde zuerst aus Madagaskar beschrieben. Folgt man dem breiten Artkonzept, erstreckt sich das Verbreitungsgebiet weiter nach Kenia, Uganda und Zaire. Allerdings ist bisher nicht geklärt, ob diese ost- bis zentralafrikanischen Populationen tatsächlich auch zu Ceropegia albisepta gehören. Entsprechend würde sich auch das Verbreitungsgebiet einschränken.

## Systematik und Taxonomie
Die Art wurde von Henri Jumelle und Henri Perrier de la Bathie 1908 erstmals beschrieben. Der Typenfundort ist in der Nähe von Ambongo, bei Andranomavo, südlich von Mahajanga (Provinz Mahajanga) im Nordwesten von Madagaskar. Ulrich Meve im Sukkulentenlexikon fasst die Art sehr weit auf und gibt eine lange Liste von Synonymen:
- Ceropegia decaryi Choux (1925)
- Ceropegia helicoidea Choux (1925)
- Ceropegia verrucosa Choux (1925)
- Ceropegia viridis Choux (1925)
- Ceropegia albisepta var. viridis (Choux) H. Huber (1957)
- Ceropegia robynsiana Werdermann (1938)
- Ceropegia albisepta var. robynsiana (Werdermann) H. Huber (1957)
- Ceropegia succulenta E.A. Bruce (1941)
- Ceropegia evelynae E.A. Bruce & P.R.O. Bally (1950)
- Ceropegia albisepta var. bruceana H. Huber (1957)
- Ceropegia albisepta var. truncata H. Huber (1957)
- Ceropegia viridis var. truncata (H. Huber) H. Huber (1970) (nom. inval., Art. 33.2).

In dieser weiten Auffassung ist die Art sehr variabel in der Blattgröße, der Länge der Kronblattzipfel und der Behaarung der Nebenkrone. Meve stellte aber selber fest (S. 63/4): "Der Einschluss der afrikanischen Taxa wie Ceropegia robynsiana/Ceropegia succulenta ist sehr fraglich. Die ostafrikanische Ceropegia ballyana steht ihnen phylogenetisch sicher näher als die madagassische Ceropegia albisepta." Hier sind zukünftige Untersuchungen abzuwarten, ob sich das Verbreitungsgebiet der madegassischen Art tatsächlich nach Ostafrika erstreckt und wenn ja, welche der obigen Taxa tatsächlich auch Synonyme sind.

## Belege